# Complexe céramique Capacha

Le complexe céramique Capacha est une culture mésoaméricaine dans l'État de Colima au Mexique découverte à la fin des années 1960 et datant du Préclassique ancien et moyen. Il doit son nom au site éponyme.

## Extension géographique

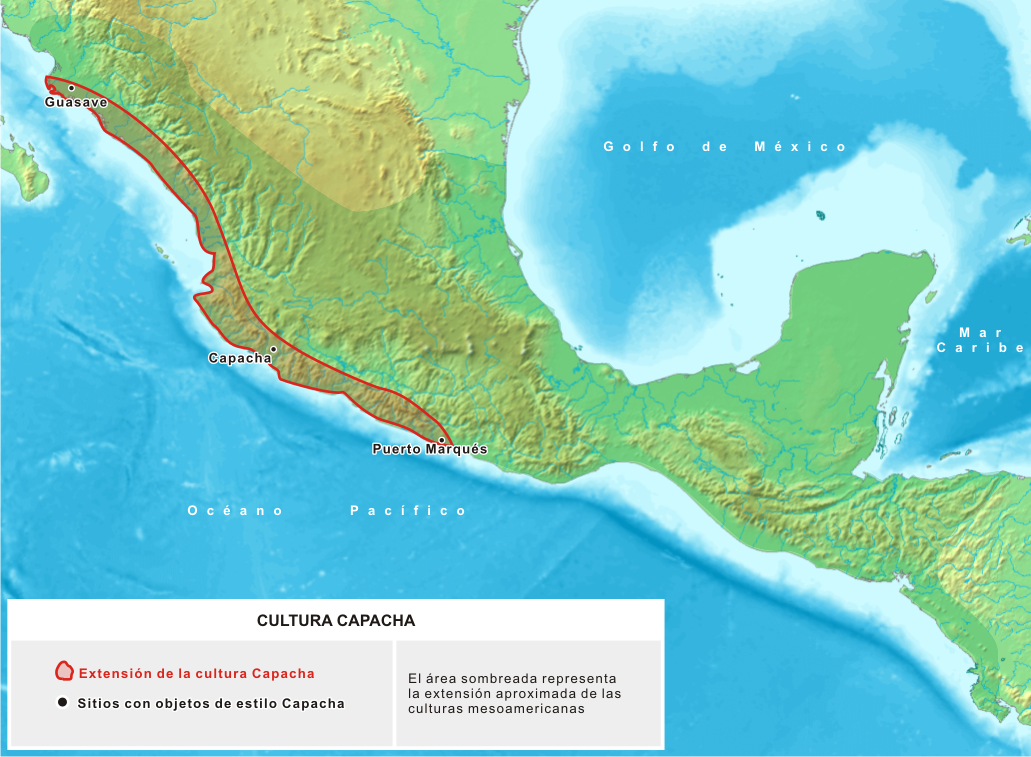
Zone d'extension de la culture de Capacha.

Neuf sites ont été mis au jour dans la moitié orientale de l'État de Colima. Situé dans le Centre-Ouest du Mexique et couvrant une superficie 5 205 kilomètres carrés, cet État est bordé au Nord par celui du Jalisco, au Sud-Est par celui du Michoacan et au Sud-Ouest par l'océan Pacifique. Certains éléments archéologiques de tradition Capacha ont été découverts dans le Nayarit, le Jalisco, le Sinaloa, le Guerrero, le Morelos, le Michoacan et l'État de Mexico.

## Chronologie
I. Kelly, archéologue nord-américaine à qui l'on doit la découverte du complexe Capacha, acheta un lot important de tessons à des pilleurs locaux. Elle les traita dans le but d'extraire du carbone. Une fois obtenu, ce dernier donna une datation C14 située entre 1870 et 1720 av. J.-C. Parce qu'elle n'a fait l'objet d'aucune confirmation scientifique, Ch. Duverger estime que la méthode utilisée par I. kelly est douteuse.
Des datations par thermolumiscence et C14 ont été réalisées sur du matériel céramique mis au jour sur divers sites de l'État de Colima ainsi qu'à San Blas et Ixtapa (État de Jalisco) : Elles sont comprises entre 1320 et 220 av. J.-C. L'hydratation d'obsidiennes provenant de Tomatlan (État de Jalisco) et de plusieurs sites de l'État de Colima a permis d'obtenir une séquence chronologique située entre 1390 et 520 av. J.-C. Ch. Duverger considère toutefois que l'hydratation de l'obsidienne fournit des résultats très incertains. Le même auteur préfère se fonder sur une étude stylistique des objets archéologiques pour dater le complexe Capacha entre 800 et 600 av. J.-C..

## Les céramiques caractéristiques

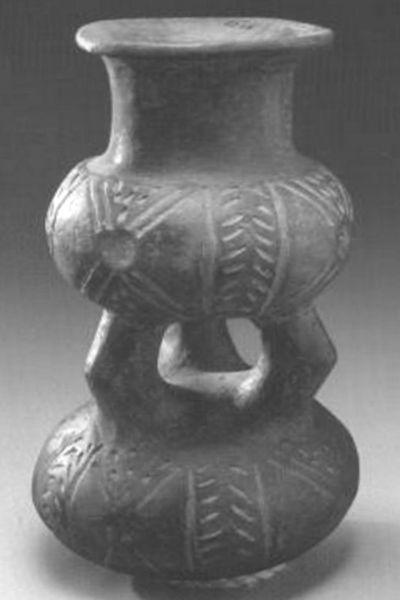
Une vase de Capacha

Il s'agit de céramiques généralement monochromes au décor incisé. L'originalité du complexe Capacha repose sur deux types particuliers de céramiques :
1. Une poterie à large col dont la forme générale fait penser à deux vase globulaires empilés l'un sur l'autre. Elle porte le nom de Bule[5].
2. Une poterie à large col composée de deux vases globulaires superposés et reliés entre eux par deux ou trois tubes. La forme de cette céramique rappelle les vases à anse en étrier de tradition sud-américaine.